# アイギーナの予言
『アイギーナの予言』（アイギーナのよげん）は、ビック東海が1986年11月21日に発売したファミリーコンピュータ用のアクションゲーム。
1986年にエイブルコーポレーションより発売されたアーケードゲーム『バルバルークの伝説』の続編にあたる。欧米では1988年にコモドール64に移植された。ファミリーコンピュータ版の音楽は蓮谷通治が担当しているが、コモドール64版ではティム・フォリンが担当している。
当初のタイトルは『ヘリオスの予言』だったが、1986年6月16日に発生した海洋調査船へりおす遭難事故を受けてタイトルを変更した。

## ゲーム内容

### システム
プレイヤーは主人公である考古学者のジェイソンを操作してバルバ地方にある五つの遺跡を探索、秘宝「オーラスター」を探し出し、ゲームタイトルにもなっている古代バルバの王（ギラム）・アイギーナの予言した地球への彗星の衝突を防ぐ。
残機制であり、ジェイソンが敵に接触したり溶岩に落ちたりするとミスとなり残機を失う。残機がなくなるとゲームオーバーとなる。

### アイテム
オーラの神器
各ダンジョンにあるオーラスターのパーツは「隠し部屋」にあるが、この「隠し部屋」を出すために必要なアイテム。手に入れると画面上部に記され、それに対応するオーラスターのパーツを獲得すると消える。
オーラスター
クリアアイテム。これを構成する5つのパーツをすべて集めることが当初の目的となる。獲得したオーラスターは画面上部に記される。
石碑
文章が彫られているが、ジェイソンは読む事ができない。特定のフロアの「ほこら」にいる老人が無料で解読してくれる。
古文書
石碑と同様に文章が記されているが、やはりジェイソンは読む事ができず、「ほこら」にいる特定のキャラに解読してもらう必要がある。なお、石碑、古文書とも、ゲームクリアのために重要となるヒントが書かれているものが多いが、たまにゲームとは全く関係の無い「お遊び要素」が書かれている事もある。
鍵
敵を倒すと出現。たから箱を開けるのに必要。
金袋
敵を倒すと出現。アイテムを買うのに必要な「メタル」が入っている。
金塊
特定のフロア内に隠されている。取ると金袋よりも高額のメタルが手に入る。
魔封じの玉
使用すると画面上の敵を一掃する。
しびれ薬
使用するとジェイソンの周囲をしびれ薬が取り巻いて膜のようになり、これに触れた敵は一定時間しびれて動けなくなる。しびれている敵にジェイソンが接触してもミスにならない。ただし2個以上持っている時に使うと勝手に2個消費してしまう他、魔封じの玉とは違って敵を直接倒せるわけではないため、使い勝手は魔封じの玉よりも悪い。
バルバの至宝
手に入れた瞬間から一定時間無敵になる。無敵状態になるとBGMが変わりジェイソンが点滅する。
黄金像
持っているだけでは何の役にも立たない。「ほこら」にいる商売人に高値で売却できる。
ライフオブスター
取るだけで残機が1機増える。
魔法の鍵
各ダンジョンの出口の鍵。フロア内に隠されている事もあるが、商売人が売っている時もあり、その場合はメタルが一定量必要になる。

### コンティニュー
ミスにより残機が0になりゲームオーバーになっても、何度でもコンティニューが可能。その際、ダンジョンから追い出され、最初のフロアからのやり直しとなる。
また、第2ダンジョン・ガザの森以降に出現する「お告げ所」で得られるパスワードを控えるとことで、電源を切っても継続プレイが可能。しかし再開の際に間違ったパスワード入力を繰り返すと、「お告げ所」の老人の態度が次第に悪くなっていく。1回目は「おろかもの!」と注意され、2回目は知らんぷりされるだけだが、3回目ではモヒカン頭にサングラスをかけたばこを手に持ちヤンキー座りをした反抗期の不良の姿になる。さらに間違うと「ばくはつ」しゴジラのような怪獣の姿となり無限に火を吹き始めて、ゲームは一切の操作を受け付けなくなってしまう。こうなるとリセットが必要になるが、ゲームの再開自体には影響ない。
ただし、ゲームクリア寸前にある行動をとってしまうと、すべてのアイテムが没収され、最初のダンジョンからやり直しになってしまう（つまりゲームスタート直後の状態に戻ってしまう）トラップが存在する。これはゲームオーバー扱いではないためにコンティニューは不可能で、最後にパスワードを控えた地点からやり直す必要がある。

## ストーリー
紀元前9999年、地球は突如として接近した暗黒彗星によって滅亡の危機に瀕した。残された人類はオーラパワーによって脱出し、その力を星形の石に封じ込め、5つに粉砕して予言とともに埋め込んだ。 
そして紀元前5005年、地球に再び暗黒彗星が接近する。青年考古学者であるジェイソンは、バルバ地方の遺跡内より偶然にも予言書を発見する。ジェイソンは地球を救うべく不思議な石を集める旅へと出る。 

## 舞台
オーラスターはバルバ古代神殿跡を除くバルバ地方の5つの遺跡に隠されている。ジェイソンはこれらの遺跡でオーラスターを探索する。遺跡はザコ敵の出現する部屋と固定の敵コズンデールが配置されている炎の部屋、オーラスターの隠されている隠し部屋からなっている。部屋から部屋へ移動するには一定数の雑魚敵を倒す必要があるが、ジェイソンは武器を持っておらず、遺跡内のトラップ「シューター」を起動させたり数少ないアイテムを使用して敵を倒し先へ進む。シューターは使い切ると部屋から出るまで復活しないため、効率的に使用しないと進めなくなる。なお最後の部屋だけは、事前のフロアに隠されているか、「ほこら」で商売人が売っている「魔法の鍵」を予め手に入れておかないと、いくら敵を倒しても出口が開かない。
ギゼの洞窟
最初のダンジョン。クリアすると「お告げ所」の門が開放され、そこで告げられるパスワードを記録しておくことでコンティニューが可能となる。
ガザの森
第2のダンジョン。ギゼの洞窟をクリアすると門が開放され攻略できるようになる。最初の位置から直接たどり着く事はできず、ワープゾーンを通る必要がある。
王の墓
第3のダンジョン。ガザの森を攻略すると門が開放され攻略できるようになるが、ある地点に立つと起こる「地震」で邪魔な木を倒さないとたどり着けない。
ラル湖
第4のダンジョン。王の墓を攻略すると門が開放されるが、やはり木が邪魔をしていて、ある地点に立つと起こる「地震」で倒す必要がある。
ガウスの町
第5のダンジョン。ラル湖を攻略すると、川に橋が架けられ、門も開放される。
バルバ古代神殿跡
最終ダンジョンだが、最初から門が開かれてあり、ワープゾーンの出し方を知っていればいきなりトライする事も可能。ただし途中の部屋から奥へは、後述するオーラスターが全部揃っていないと通る事ができないため、クリアは結局先に他のダンジョンを全て攻略する必要がある。

## キャラクター

### 雑魚敵
ウランオード
オートマシー
ガト
コズンデール
有害な植物で、触れただけで1ミスとなる。シューターで倒す事ができるが、一切アイテムには変わらない。敵キャラクターというよりは障害物に近い。
ジュンルイ
ズッコイ
ダッカイ
ヤクタイ
ワルガト

### オーラスターの守護獣
オーラスターの守護獣は巨大であり、倒せない。
スーガ
タカダイス

## 評価
ゲーム誌『ファミリーコンピュータMagazine』の読者投票による「ゲーム通信簿」での評価は以下の通り19.75点（満30点）となっている。
| 項目 | キャラクタ | 音楽 | 操作性 | 熱中度 | お買得度 | オリジナリティ | 総合  |
| 得点 | 3.30       | 3.41 | 3.21   | 3.42   | 3.28     | 3.13           | 19.75 |